# NK escape rooms
Het Nederlands kampioenschap escaperooms (ook wel Nederlands kampioenschap escape games) wordt sinds 2019 georganiseerd door een bedrijf in bedrijfsuitjes en een spellenontwikkelbedrijf. Ieder jaar bestaat het kampioenschap uit meerdere voorrondes en één finale. De teams van vier of vijf personen die de voorrondes het best spelen, gaan door naar de finale en maken kans de titel te veroveren.

## Nederlands kampioenschap escaperooms in de media
De eerste editie van het Nederlands kampioenschap escaperooms kwam meerdere malen in de media. Zo schreven het Brabants Dagblad, Omroep Brabant en Stadskrant Veghel een artikel over de inschrijvingen en waren de organisatoren van het kampioenschap te gast bij Hallo Nederland. Het winnende team werd vermeld in Delft op Zondag.
Doomsday 2021 is ook meerdere malen naar voren gekomen in de media. Zo schreef Brabants dagblad in 2020 al een artikel over wat er ging komen en hebben ze bij Omroep Brabant het evenement uitgelicht met een video.

## Edities

### 2019: Escape the Psychopath
Het kampioenschap vond plaats tussen 7 januari en 2 maart 2019 en werd gespeeld door ruim 650 teams. Het thema van het kampioenschap was “The Escaped Psychopath”. De rode draad tijdens dit kampioenschap vormde een gewapende psychopaat die ontsnapt is uit een geheime ondergrondse martelgevangenis in Duitsland. Het gerucht gaat dat hij met terroristische aanslagen een nieuwe wereldoorlog wil ontketenen. Het is aan de deelnemers de taak deze psychopaat zo snel mogelijk op te sporen en een desastreuze ramp te voorkomen. Tijdens de verschillende voorrondes moesten de deelnemers de locatie van de psychopaat achterhalen en binnen 60 minuten een bom ontmantelen. De 75 beste teams gingen door naar de finale in een groot kasteel. Na een dag met tientallen escaperooms was de winnaar bekend.

### 2020: The Firm
In 2020 stond het NK in het teken van data en digitalisering. Het thema was dat een groot bedrijf, genaamd "The Firm", data stal en deze doorverkocht. Aan de teams was het de taak deze data aan de hand van verschillende rondes terug te stelen en The Firm uit te schakelen. Door de uitbraak van het Coronavirus moest de organisatie halverwege schakelen naar een online finale omdat de geplande escaperoom niet door kon gaan.

### 2021: Doomsday
In 2021 was het coronavirus nog steeds om zich heen aan het grijpen. Hierdoor kon er geen fysiek NK georganiseerd worden en heeft de organisatie gekozen voor een andere online aanpak. In Doomsday 2021 was het aan de deelnemende teams om de ondergang van de wereld tegen te gaan. Alle teams kregen een XXL Prepperbox opgestuurd die vol zat met puzzel- en spelmateriaal. Via meerdere sites werd het nieuws gevolgd dat gepresenteerd werd door Theo Verbruggen en Cindy de Koning. De game duurde ongeveer 5 uur, maar de winnaar wist een tijd neer te zetten van 2 uur en 16 minuten.

### 2022
In 2022 werd het evenement niet georganiseerd. Het ligt in de bedoeling om in 2023 een versie te organiseren.